# Muscoline
Muscoline – miejscowość i gmina we Włoszech, w regionie Lombardia, w prowincji Brescia.
Według danych na rok 2004 gminę zamieszkiwały 2042 osoby, 204,2 os./km².